# Waisbecker Antal
Waisbecker Antal (Kőszeg, 1835. január 29. – Kőszeg, 1916. április 4.) orvos, botanikus. Botanikai szakmunkákban nevének rövidítése: „Waisb.”.

## Élete
Felsőfokú tanulmányait Bécsben végezte, orvosdoktorrá 1858-ban avatták, majd 1861-től 10 éven át Kőszeg, majd közel 20 éven át (1872 és 1894 között) a kőszegi járás tisztiorvosaként működött, 1870-től Vas vármegye tisztifőorvosa. Praktizálás mellett orvosi, továbbá közegészségügyi cikkeket is publikált, és tanulmányozta Vas vármegye növényvilágát, feldolgozta a megye harasztjait, továbbá Kőszeg térségének edényes növényeit. Cikkei jelentek meg a magyar és osztrák botanikai lapokban.

## Fő művei
- Kőszeg és vidékének edényes növényei (Kőszeg, 1882);
- Kőszeg vidékének flórája (Borbás Vince: Vasvármegye növény földrajza és flórája c. munkában, Szombathely, 1888).